# Ingegneria ottica

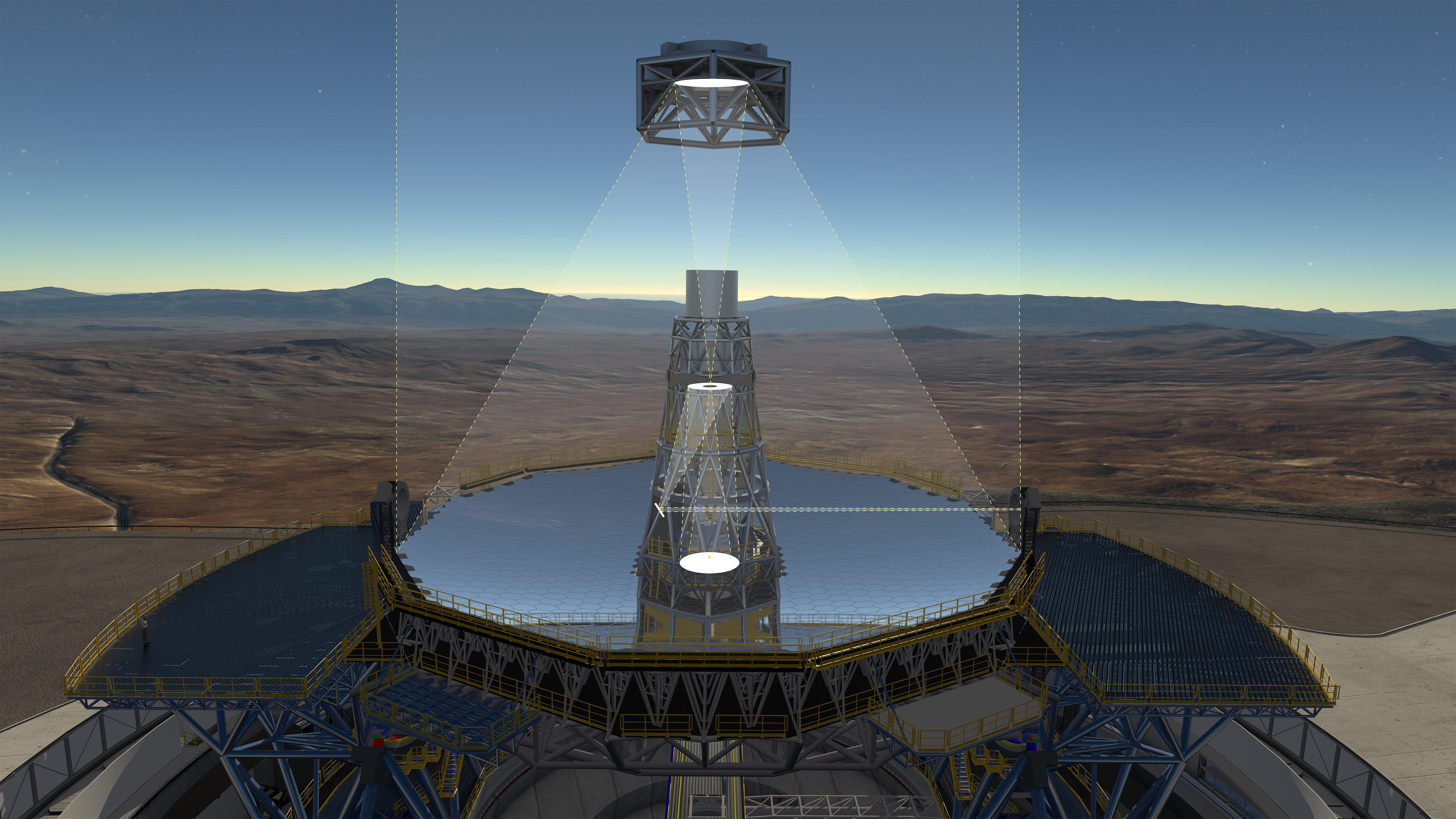
L'ottica del European Extremely Large Telescope con i suoi specchi.

L'ingegneria ottica è il campo dell'ingegneria che si occupa del fenomeno fisico dell'ottica e delle sue applicazioni tecnologiche. Sviluppa dispositivi e sistemi per la gestione della luce e di altre emissioni elettromagnetiche che rientrano nel range del visibile. Attraverso la fisica, la chimica e altre discipline base creano dispositivi che trattano il segnale luminoso, come lenti, microscopi, telescopi, laser, fibra ottica e altri come CD, DVD, etc. Vengono creati anche strumenti ottici quali specchi.